# Filipinas nos Jogos Olímpicos de Inverno de 1988
As Filipinas competiu nos Jogos Olímpicos de Inverno de 1988, realizados em Calgary, Canadá.